# Фергюсон, Вильям Скотт
Вильям Скотт Фергюсон (англ. William Scott Ferguson; 11 ноября 1875, Маршфилд, Остров Принца Эдуарда — 28 апреля 1954, Кембридж) — американский историк-антиковед.
Сын канадского фермера и политика Дональда Фергюсона и Элизабет Скотт Фергюсон.
Обучался в университете Макгилла в Монреале, где в 1896 году получил степень бакалавра, и в Корнеллском университете, где в 1897 году стал магистром, а в 1899 году получил докторскую степень. Продолжил образование в Берлине и Афинах.
По возвращении в США работал преподавателем греческой и римской истории в Калифорнийском университете в Беркли. В 1906—1907 годах занимался исследованиями в Институте Карнеги в Вашингтоне; в то же время был назначен адъюнкт-профессором в Беркли. В 1908 году он поступил помощником профессора в Гарвардский университет, с 1912 года профессор древней истории, с 1929 года Маклиновский профессор древней и современной истории. В 1913—1914 годах работал профессором Американской школы классических исследований в Афинах. В 1939—1942 годах был деканом факультета искусств и науки, в 1945 году вышел в отставку.
Воспитал большое количество учеников и оказал значительное влияние на американское антиковедение. В докторской диссертации «Афинские архонты III и II веков до Р. Х.» (1899) вывел правило, согласно которому архонт-эпоним также занимал должность председателя Буле. Эта закономерность, получившая название «закона Фергюсона», имела большое значение для уточнения античной хронологии.
Кроме этого опубликовал работы по истории и культуре эллинистического периода, курс лекций по греческому империализму (1913), и участвовал в создании Кембриджской древней истории. Капитальная монография «Эллинистические Афины. Исторический очерк» (1911) стала классической и оставалась единственной обобщающей работой по истории Афин эллинистического времени, вплоть до издания в 1995 году книги Христиана Хабихта.
В 1951 году была учреждена премия Вильяма Скотта Фергюсона для студентов Гарварда за лучшее эссе. Среди получивших эту награду был Джон Робертс.

## Публикации
- The Athenian Secretaries. — N. Y.: Macmillan, 1898
- The Athenian Archons of the Third and Second Centuries Before Christ. — Ithaca, N. Y.: Andrus & Church, 1899
- Hellenistic Athens, an historical essay. — London: Macmillan, 1911
- A History of the Ancient World. — N. Y.: C. Scribner's sons, 1912
- Greek Imperialism. — Boston — N. Y.: Houghton Mifflin company, 1913
- Ancient History // The Harvard Classics, Volume 51 (1914)
- Plutarch // The Harvard Classics, Volume 51 (1914)